# 吳守基
吳守基，GBS，MH，JP（1964年—），香港商人，恩信製衣廠有限公司董事。他是仁濟醫院前主席，現為香港體育委員會大型體育活動事務委員會副主席。

## 生平
吳守基是香港名校喇沙書院校友。曾任多個諮詢委員會成員，當中包括體育委員會，亦曾任康復諮詢委員會、戴麟趾爵士康樂基金及撲滅罪行委員會、社區投資共享基金委員等，於2011年5月獲西安大略大學頒授榮譽法律博士學位。
2017年2月，吳守基提名當時是前政務司長的林鄭月娥，參選2017年行政長官選舉。2020年5月，由全國政協副主席董建華、梁振英牽頭成立兼擔任總召集人的「香港再出發大聯盟」，吳守基是聯盟共同發起人之一。
2020年10月，吳守基與一眾喇沙書院舊生，組成名為「愛·團結」（Unity in Diversity）之內閣，參選喇沙書院舊生會幹事會，吳為候選會長。最終「愛·團結」候選內閣成員全數落敗予以維新為綱的「合眾·維新」（OBA 4 ALL）內閣。

## 公職
- 香港體育委員會大型體育活動事務委員會委員兼副主席
- 中國香港排球總會會長
- 中國香港手球總會會長
- 中國香港單車總會副會長
- 香港體育舞蹈總會副會長
- 香港精英運動員協會名譽顧問
- 香港保齡球總會永遠榮譽會長
- 香港童軍總會名譽會長
- 香港中樂團理事會成員
- 小母牛籌募委員會副主席
- 動感校園顧問委員會主席
- 社區投資共享基金委員

## 榮譽
- 榮譽勳章（2004年）
- 非官守太平紳士（2007年）
- 銀紫荊星章（2010年）
- 金紫荊星章（2019年）

## 名下馬匹
吳守基曾任香港馬主協會會長，是香港賽馬會遴選會員及馬主，由2000年代開始成為馬主，個人名下馬匹包括「好勝」、「智勝」、「千勝爺」、「馬友寶」、「馬友利」、「馬友運」、「馬友財」、「馬友勝」、「通勝」（Double Point）、「馬友寶寶」、「馬友皇」、「馬有運」、「晉泰大有」。
此外，他和何麗全亦是「勇善勝」、「十力」（誠信團體）、「友運行」（豐盛團體）等駒的馬主團體成員。

## 爭議

### 桃色緋聞及糾紛
吳守基曾與陳法蓉、佘詩曼、向海嵐、楊思琦及葉翠翠等前香港小姐傳緋聞，因而有「港姐殺手」之稱。
2013年6月，吳守基在辦公室所在的合興工廠大廈樓下，遭三名戴口罩的男子圍毆近十秒，對方警告他「唔好再搞我老婆」。2018年，吳又傳出在一場慈善活動中認識前港姐李施嬅後交往，二人同乘一車被拍，不過李施嬅一直否認拍拖。